# Дискографія VIXX
Дискографія південнокорейського бой-бенду VIXX складається з п'яти студійних альбомів, двох збірок, п'яти мініальбомів, десяти сингл-альбомів та 26 синглів.

## Альбоми

### Студійні альбоми
| Назва                                                                            | Деталі | Пікові позиції у чартах | Пікові позиції у чартах | Пікові позиції у чартах | Пікові позиції у чартах | Пікові позиції у чартах | Пікові позиції у чартах | Продажі                                  |           |
| Назва                                                                            | Деталі | KOR                     | JPN                     | JPN Hot                 | TW                      | US Heat                 | US World                | Продажі                                  |           |
| Корейські                                                                        | Корейські | Корейські               | Корейські               | Корейські               | Корейські               | Корейські               | Корейські               | Корейські                                | Корейські |
| -------------------------------------------------------------------------------- | --- | ----------------------- | ----------------------- | ----------------------- | ----------------------- | ----------------------- | ----------------------- | ---------------------------------------- | --------- |
| Voodoo                                                                           | - Реліз: 25 листопада 2013 - Лейбл: Jellyfish Entertainment, CJ E&M - Формат: CD, цифрове завантаження | 1                       | —                       | —                       | 4                       | —                       | —                       | - Південна Корея: 102,406                |           |
| Chained Up                                                                       | - Реліз: 10 листопада 2015 - Лейбл: Jellyfish Entertainment, CJ E&M - Формат: CD, цифрове завантаження | 1                       | —                       | —                       | 1                       | —                       | 3                       | - Південна Корея: 129,083                |           |
| Eau de VIXX                                                                      | - Реліз: 17 квітня 2018 - Лейбл: Jellyfish Entertainment, CJ E&M - Формат: CD, цифрове завантаження, SMC | 1                       | 36                      | —                       | 4                       | 25                      | 3                       | - Південна Корея: 97,740 - Японія: 1,906 |           |
| Японські                                                                         | |                         |                         |                         |                         |                         |                         |                                          |           |
| Depend on Me                                                                     | - Реліз: 27 січня 2016 - Лейбл: Jellyfish Entertainment, CJ Victor Entertainment - Формат: CD, CD+DVD, цифрове завантаження | —                       | 4                       | —                       | —                       | —                       | —                       | - Японія: 17,490                         |           |
| Reincarnation                                                                    | - Реліз: 26 вересня 2018 - Лейбл: Jellyfish Entertainment, Victor Entertainment - Формат: CD, CD+DVD, цифрове завантаження Трек-лист - «Reincarnation» - «Scentist» - «Sugar» - «Last Note: Kieta Nochi no Rōsoku no Kaori» (Last Note～消えた後の蝋燭の香り) - «Circle» - «My Valentine» - «But Not For Me» - «The Rain» - «Navy & Shining Gold» - «Shangri-La» (桃源境) | —                       | 9                       | 8                       | —                       | —                       | —                       | - Японія: 15,103                         |           |
| «—» релізи, що не потрапили у чарти або не були випущені у відповідних регіонах. | |                         |                         |                         |                         |                         |                         |                                          |           |

### Сингл-альбоми
| Назва                                                                            | Деталі | Пікові позиції у чартах | Пікові позиції у чартах | Пікові позиції у чартах | Продажі                   |
| Назва                                                                            | Деталі | KOR                     | JPN                     | TW                      | Продажі                   |
| Корейські                                                                        | Корейські | Корейські               | Корейські               | Корейські               | Корейські                 |
| -------------------------------------------------------------------------------- | --- | ----------------------- | ----------------------- | ----------------------- | ------------------------- |
| Super Hero                                                                       | - Реліз: 24 травня 2012 - Лейбл: Jellyfish Entertainment, CJ E&M - Формат: CD, цифрове завантаження | 18                      | —                       | —                       | - Південна Корея: 23,289  |
| Rock Ur Body                                                                     | - Реліз: 14 серпня 2012 - Лейбл: Jellyfish Entertainment, CJ E&M - Формат: CD, цифрове завантаження | 8                       | —                       | —                       | - Південна Корея: 28,647  |
| On and On (다칠 준비가 돼 있어)                                                  | - Реліз: 17 січня 2013 - Лейбл: Jellyfish Entertainment, CJ E&M - Формат: CD, цифрове завантаження | 4                       | —                       | —                       | - Південна Корея: 48,957  |
| Eternity                                                                         | - Реліз: 27 травня 2014 - Лейбл: Jellyfish Entertainment, CJ E&M - Формат: CD, цифрове завантаження | 1                       | —                       | 3                       | - Південна Корея: 91,536  |
| Boys' Record                                                                     | - Спеціальний сингл-альбом - Реліз: 24 лютого 2015 - Лейбл: Jellyfish Entertainment, CJ E&M - Формат: CD, цифрове завантаження                                                                                                  | 1                       | —                       | 1                       | - Південна Корея: 107,173 |
| Zelos                                                                            | - VIXX 2016 Conception Ker - Реліз: 19 квітня 2016 - Лейбл: Jellyfish Entertainment, CJ E&M - Формат: CD, цифрове завантаження                                                                                                  | 1                       | —                       | 1                       | - Південна Корея: 108,870 |
| Hades                                                                            | - VIXX 2016 Conception Ker - Реліз: 12 серпня 2016 - Лейбл: Jellyfish Entertainment, CJ E&M - Формат: CD, цифрове завантаження                                                                                                  | 1                       | —                       | 2                       | - Південна Корея: 102,554 |
| Японські                                                                         | |                         |                         |                         |                           |
| Error -Japanese ver.-                                                            | - Реліз: 10 грудня 2014 - Лейбл: Jellyfish Entertainment, CJ Victor Entertainment - Формат: CD, CD+DVD | —                       | 6                       | —                       | - Японія: 19,381          |
| Can't Say                                                                        | - Реліз: 9 вересня 2015 - Лейбл: Jellyfish Entertainment, CJ Victor Entertainment - Формат: CD, CD+DVD Трек-лист 1. «Can't Say» 2. «Mukae ni Ikō» (迎えに行こう) 3. «Can't Say» (instrumental) 4. «Mukae ni Ikō» (instrumental) | —                       | 4                       | —                       | - Японія: 31,289          |
| Hana-Kaze (花風)                                                                 | - Реліз: 29 червня 2016 - Лейбл: Jellyfish Entertainment, CJ Victor Entertainment - Формат: CD, CD+DVD Трек-лист 1. «Hana-Kaze» (花風) 2. «Moonlight» 3. «Hana-Kaze» (instrumental) 4. «Moonlight» (instrumental)               | —                       | 3                       | —                       | - Японія: 32,411          |
| «—» релізи, що не потрапили у чарти або не були випущені у відповідних регіонах. | |                         |                         |                         |                           |

### Збірки
| Назва                                                                            | Деталі альбому | Пікові позиції у чартах | Пікові позиції у чартах | Пікові позиції у чартах | Продажі                                |
| Назва                                                                            | Деталі альбому | KOR                     | JPN                     | TW                      | Продажі                                |
| -------------------------------------------------------------------------------- | --- | ----------------------- | ----------------------- | ----------------------- | -------------------------------------- |
| Darkest Angels                                                                   | - Реліз: 2 липня 2014 - Лейбл: Jellyfish Entertainment, CJ Victor Entertainment - Формат: CD+DVD, цифрове завантаження | —                       | 10                      | —                       | - Японія: 12,332                       |
| VIXX 2016 Conception Ker                                                         | - Реліз: 21 листопада 2016 - Лейбл: Jellyfish Entertainment, CJ E&M - Формат: CD+DVD, цифрове завантаження             | 2                       | 77                      | 9                       | - Південна Корея: 18,082 - Японія: 951 |
| «—» релізи, що не потрапили у чарти або не були випущені у відповідних регіонах. | |                         |                         |                         |                                        |

## Мініальбом
| Назва                                                                            | Деталі альбому | Пікові позиції у чартах | Пікові позиції у чартах | Пікові позиції у чартах | Пікові позиції у чартах | Пікові позиції у чартах | Пікові позиції у чартах | Продажі                                  |           |
| Назва                                                                            | Деталі альбому | KOR                     | JPN                     | JPN Hot                 | TW                      | US Heat                 | US World                | Продажі                                  |           |
| Корейські                                                                        | Корейські | Корейські               | Корейські               | Корейські               | Корейські               | Корейські               | Корейські               | Корейські                                | Корейські |
| -------------------------------------------------------------------------------- | --- | ----------------------- | ----------------------- | ----------------------- | ----------------------- | ----------------------- | ----------------------- | ---------------------------------------- | --------- |
| Hyde                                                                             | - Реліз: 20 травня 2013 - Лейбл: Jellyfish Entertainment, CJ E&M - Формат: CD, цифрове завантаження | 3                       | —                       | —                       | 8                       | —                       | 7                       | - Південна Корея: 185,320                |           |
| Hyde                                                                             | - Перевидання: 31 липня 2013 (Jekyll) - Лейбл: Jellyfish Entertainment, CJ E&M - Формат: CD, цифрове завантаження | 3                       | —                       | —                       | 5                       | —                       | —                       | - Південна Корея: 185,320                |           |
| Error                                                                            | - Реліз: 14 жовтня 2014 - Лейбл: Jellyfish Entertainment, CJ E&M - Формат: CD, цифрове завантаження | 1                       | —                       | —                       | 1                       | 42                      | 3                       | - Південна Корея: 93,239                 |           |
| Kratos                                                                           | - VIXX 2016 Conception Ker - Реліз: 31 жовтня 2016 - Лейбл: Jellyfish Entertainment, CJ E&M - Формат: CD, цифрове завантаження | 2                       | 48                      | —                       | 5                       | —                       | 5                       | - Південна Корея: 97,176 - Японія: 1,785 |           |
| Shangri-La (桃源境 (도원경))                                                     | - Реліз: 15 травня 2017 - Лейбл: Jellyfish Entertainment, CJ E&M - Формат: CD, цифрове завантаження | 2                       | 37                      | —                       | 3                       | 13                      | 4                       | - Південна Корея: 89,879 - Японія: 2,370 |           |
| Continuum                                                                        | - Реліз: 21 листопада 2023 - Лейбл: Jellyfish Entertainment, CJ E&M - Формат: CD, цифрове завантаження | 8                       | —                       | —                       | —                       | —                       | —                       | - Південна Корея: 51,315                 |           |
| Японські                                                                         | |                         |                         |                         |                         |                         |                         |                                          |           |
| Lalala: Ai o Arigatō (ラララ ～愛をありがとう～)                                 | - Реліз: 27 вересня 2017 - Лейбл: Jellyfish Entertainment, Victor Entertainment - Формат: CD, цифрове завантаження Трек-лист - «Lalala: Ai o Arigatō» (яп. ラララ ～愛をありがとう～) - «Celebration!!» - «Crush My Mind» - «How 'bout you» - «Saboten» (яп. サボテン) - «Lalala: Ai o Arigatō» (instrumental) - «Celebration!!» (instrumental) - «Crush My Mind» (instrumental) - «How 'bout you» (instrumental) - «Saboten» (instrumental) | —                       | 3                       | 2                       | —                       | —                       | —                       | - Японія: 29,900+                        |           |
| «—» релізи, що не потрапили у чарти або не були випущені у відповідних регіонах. | |                         |                         |                         |                         |                         |                         |                                          |           |

## Сингли

### Як головний виконавець
| Назва | Рік       | Пікові позиції у чартах | Пікові позиції у чартах | Пікові позиції у чартах | Пікові позиції у чартах | Пікові позиції у чартах | Продажі                          | Альбом                                     |
| Назва | Рік       | KOR                     | KOR Hot                 | JPN                     | JPN Hot                 | US World                | Продажі                          | Альбом                                     |
| Корейські | Корейські | Корейські               | Корейські               | Корейські               | Корейські               | Корейські               | Корейські                        | Корейські                                  |
| --- | --------- | ----------------------- | ----------------------- | ----------------------- | ----------------------- | ----------------------- | -------------------------------- | ------------------------------------------ |
| «Super Hero» | 2012      | 112                     | —                       | —                       | —                       | —                       | - Південна Корея: (DL): 64,195+  | Super Hero                                 |
| «Rock Ur Body» | 2012      | 118                     | 83                      | —                       | —                       | —                       | - Південна Корея: (DL): 46,489+  | Rock Ur Body                               |
| «On and On» (다칠 준비가 돼 있어) | 2013      | 25                      | 96                      | —                       | —                       | —                       | - Південна Корея: (DL): 159,157+ | On and On                                  |
| «Hyde» | 2013      | 35                      | 57                      | —                       | —                       | 6                       | - Південна Корея: (DL): 183,354+ | Hyde                                       |
| «G.R.8.U» (대.다.나.다.너) | 2013      | 14                      | 13                      | —                       | —                       | 10                      | - Південна Корея: (DL): 215,760+ | Jekyll                                     |
| «Only U» (대답은 너니까) | 2013      | 40                      | 42                      | —                       | —                       | 8                       | - Південна Корея: (DL): 76,294+  | Voodoo                                     |
| «Voodoo Doll» (저주인형) | 2013      | 7                       | 53                      | —                       | —                       | 4                       | - Південна Корея: (DL): 170,170+ | Voodoo                                     |
| «Turn Around and Look at Me» (나를 돌아봐) | 2014      | 71                      | 87                      | —                       | —                       | —                       | Н/Д                              | DEUX 20th Anniversary Tribute Album Part.7 |
| «Eternity» (기적) | 2014      | 7                       | 25                      | —                       | —                       | 3                       | - Південна Корея: (DL): 234,119+ | Eternity                                   |
| «Error» | 2014      | 5                       | *                       | —                       | —                       | 4                       | - Південна Корея: (DL): 187,111+ | Error                                      |
| «Love Equation» (이별공식) | 2015      | 2                       | *                       | —                       | —                       | 9                       | - Південна Корея: (DL): 282,476+ | Boys' Record                               |
| «Chained Up» (사슬) | 2015      | 8                       | *                       | —                       | —                       | 4                       | - Південна Корея: (DL): 185,778+ | Chained Up                                 |
| «Dynamite» (다이너마이트) | 2016      | 14                      | *                       | —                       | —                       | 4                       | - Південна Корея: (DL): 181,945+ | Zelos                                      |
| «Fantasy» | 2016      | 22                      | *                       | —                       | —                       | 5                       | - Південна Корея: (DL): 103,704+ | Hades                                      |
| «The Closer» | 2016      | 8                       | *                       | —                       | —                       | 14                      | - Південна Корея: (DL): 99,281+  | Kratos                                     |
| «Milky Way» | 2016      | 96                      | *                       | —                       | —                       | —                       | - Південна Корея: (DL): 14,771+  | VIXX 2016 Conception Ker                   |
| «Shangri-La» (도원경 (桃源境)) | 2017      | 13                      | *                       | —                       | —                       | 6                       | - Південна Корея: (DL): 120,390+ | Shangri-La                                 |
| «Scentist» (향) | 2018      | 74                      | 26                      | —                       | —                       | 6                       | Н/Д                              | Eau de VIXX                                |
| «Walking» (걷고있다) | 2019      | —                       | —                       | —                       | —                       | —                       | Н/Д                              | Сингли поза альбомом                       |
| «Parallel» (평행우주) | 2019      | —                       | —                       | —                       | —                       | —                       | Н/Д                              | Сингли поза альбомом                       |
| «Amnesia» | 2023      | —                       | *                       | —                       | —                       | —                       | Н/Д                              | Continuum                                  |
| Японські |           |                         |                         |                         |                         |                         |                                  |                                            |
| «Error» (Japanese version) | 2014      | —                       | *                       | 6                       | 18                      | —                       | - Японія: (CD): 19,381+          | Depend on Me                               |
| «Can't Say» | 2015      | —                       | *                       | 4                       | 9                       | —                       | - Японія: (CD): 31,289+          | Depend on Me                               |
| «Depend on Me» | 2016      | —                       | *                       | —                       | —                       | —                       | Н/Д                              | Depend on Me                               |
| «Hana-Kaze» (花風) | 2016      | —                       | *                       | 3                       | 3                       | —                       | - Японія: (CD): 26,613+          | Сингл без альбому                          |
| «Lalala: Ai o Arigatō» (ラララ ～愛をありがとう～) | 2017      | —                       | *                       | —                       | —                       | —                       | Н/Д                              | Lalala: Ai o Arigatō                       |
| «Reincarnation» | 2018      | —                       | —                       | —                       | —                       | —                       | Н/Д                              | Reincarnation                              |
| «Aruiteiru» (歩いている) | 2019      | —                       | —                       | 21                      | —                       | —                       | - Японія: (CD): 2,888            | Сингли поза альбомом                       |
| «Parallel» | 2019      | —                       | —                       | 27                      | —                       | —                       | - Японія: (CD): 2,077            | Сингли поза альбомом                       |
| Китайські |           |                         |                         |                         |                         |                         |                                  |                                            |
| «Destiny Love» (命中注定) | 2015      | —                       | *                       | —                       | —                       | —                       | Н/Д                              | Boys' Record                               |
| «Error» (Chinese version) | 2015      | —                       | *                       | —                       | —                       | —                       | Н/Д                              | Сингли поза альбомом                       |
| «Chained Up» (Chinese version) | 2015      | —                       | *                       | —                       | —                       | —                       | Н/Д                              | Сингли поза альбомом                       |
| «—» релізи, що не потрапили у чарти або не були випущені у відповідних регіонах. Note: Gaon Music Chart no longer releases download sales figures from January 2018 onward. Note: Billboard's Korea K-Pop Hot 100 was introduced in August 2011 and discontinued in July 2014. It was reintroduced on December 20, 2017. |           |                         |                         |                         |                         |                         |                                  |                                            |

## Колаборації
| Назва | Рік  | Пікові позиції у чартах | Альбом                                         |
| Назва | Рік  | KOR                     | Альбом                                         |
| --- | ---- | ----------------------- | ---------------------------------------------- |
| «Because It's Christmas» (크리스마스니까) (with Sung Si-kyung, Park Hyo-shin, Lee Seok-hoon, Seo In-guk)       | 2012 | 1                       | Jelly Christmas 2012 Heart Project             |
| «Girls, Why?» (여자는 왜?) (with Okdal)                                                                        | 2013 | 57                      | Y.BIRD from Jellyfish Island With VIXX & OKDAL |
| «Winter Propose» (겨울고백) (with Sung Si-kyung, Park Hyo-shin, Seo In-guk, Little Sister)                     | 2013 | 1                       | Jelly Christmas 2013                           |
| «Love in the Air» (사랑난로) (with Seo In-guk, Park Jung-ah, Park Yoon-ha)                                     | 2015 | 14                      | Jelly Christmas 2015 — 4랑                     |
| «Falling» (니가 내려와) (with Seo In-guk, Gugudan, Park Yoon-ha, Park Jung-ah, Kim Gyu-sun, Kim Ye-won, Jiyul) | 2016 | 34                      | Jelly Christmas 2016                           |

## Інші пісні у чартах
| Назва                                                                            | Рік  | Пікові позиції у чартах | Альбом         |
| Назва                                                                            | Рік  | KOR                     | Альбом         |
| -------------------------------------------------------------------------------- | ---- | ----------------------- | -------------- |
| «Stop Resisting» (그만 버티고) (featuring Girl's Day's Minah)                    | 2013 | 146                     | Hyde           |
| «Jekyll»                                                                         | 2013 | 175                     | Jekyll         |
| «What to Do» (어떡하지)                                                          | 2013 | 124                     | Jekyll         |
| «Voodoo»                                                                         | 2013 | 134                     | Voodoo         |
| «Beautiful Killer»                                                               | 2013 | 85                      | Voodoo         |
| «Someday»                                                                        | 2013 | 79                      | Voodoo         |
| «B.O.D.Y»                                                                        | 2013 | 93                      | Voodoo         |
| «Secret Night»                                                                   | 2013 | 88                      | Voodoo         |
| «Say U Say Me»                                                                   | 2013 | 87                      | Voodoo         |
| «Love Come True» (오늘부터 내 여자)                                              | 2013 | 84                      | Voodoo         |
| «Thank You for My Love» (태어나줘서 고마워)                                      | 2013 | 72                      | Voodoo         |
| «Sad Ending»                                                                     | 2014 | 63                      | Eternity       |
| «Love, LaLaLa»                                                                   | 2014 | 69                      | Eternity       |
| «After Dark»                                                                     | 2014 | 78                      | Error          |
| «Youth Hurts» (청춘이 아파)                                                      | 2014 | 64                      | Error          |
| "Time Machine                                                                    | 2014 | 75                      | Error          |
| «What U Waiting For»                                                             | 2014 | 79                      | Error          |
| «On a Cold Night» (차가운 밤에)                                                  | 2015 | 23                      | Boys' Record   |
| «Memory»                                                                         | 2015 | 27                      | Boys' Record   |
| «My Light»                                                                       | 2015 | 91                      | Beautiful Liar |
| «Maze»                                                                           | 2015 | 82                      | Chained Up     |
| «Hot Enough»                                                                     | 2015 | 87                      | Chained Up     |
| «Stop It Girl»                                                                   | 2015 | 91                      | Chained Up     |
| «Out of Sorts» (부시시)                                                          | 2015 | 96                      | Chained Up     |
| «Bad Bye» (손의 이별)                                                            | 2016 | 84                      | Zelos          |
| «Six Feet Under» (늪)                                                            | 2016 | —                       | Zelos          |
| «Love Me Do»                                                                     | 2016 | —                       | Hades          |
| «Butterfly Effect» (나비 효과)                                                   | 2016 | —                       | Hades          |
| «Romance Is Over» (로맨스는 끝났다)                                              | 2016 | 91                      | Kratos         |
| «Desperate»                                                                      | 2016 | 93                      | Kratos         |
| «Shooting Star»                                                                  | 2016 | —                       | Kratos         |
| «Good Night & Good Morning»                                                      | 2016 | —                       | Kratos         |
| «Black Out»                                                                      | 2017 | 98                      | Shangri-La     |
| «If You Come Tonight»                                                            | 2023 | —                       | Continuum      |
| «Savage»                                                                         | 2023 | —                       | Continuum      |
| «Chemical»                                                                       | 2023 | —                       | Continuum      |
| «Lilac» (라일락)                                                                 | 2023 | —                       | Continuum      |
| «—» релізи, що не потрапили у чарти або не були випущені у відповідних регіонах. |      |                         |                |

## Саундтреки
| Назва                                                                            | Рік  | Пікові позиції у чартах | Продажі                        | Альбом                               |
| Назва                                                                            | Рік  | KOR                     | Продажі                        | Альбом                               |
| -------------------------------------------------------------------------------- | ---- | ----------------------- | ------------------------------ | ------------------------------------ |
| «Alive»                                                                          | 2016 | —                       | - Південна Корея: (DL):14,064+ | Moorim School: Saga of the Brave OST |
| «The King»                                                                       | 2016 | —                       | Н/Д                            | Moorim School: Saga of the Brave OST |
| «Take Your Hand»                                                                 | 2017 | —                       | Н/Д                            | Man to Man OST                       |
| «Is It Love?» (사랑인걸까?)                                                      | 2018 | —                       | Н/Д                            | Are You Human? OST                   |
| «—» релізи, що не потрапили у чарти або не були випущені у відповідних регіонах. |      |                         |                                |                                      |

## Відеографія

### Музичні віддео
| Назва                  | Рік       | Інші версії                           | Нотатки                                |
| Корейські              | Корейські | Корейські                             | Корейські                              |
| ---------------------- | --------- | ------------------------------------- | -------------------------------------- |
| «Super Hero»           | 2012      | Н/Д                                   | Н/Д                                    |
| «Rock Ur Body»         | 2012      | Н/Д                                   | Guest appearance by Дасом of Sistar    |
| «On and On»            | 2013      | Н/Д                                   | Н/Д                                    |
| «Hyde»                 | 2013      | Н/Д                                   | Н/Д                                    |
| «G.R.8.U»              | 2013      | Н/Д                                   | Н/Д                                    |
| «Girls, Why?»          | 2013      | Н/Д                                   | Collaboration with OKDAL               |
| «Only U»               | 2013      | Н/Д                                   | Н/Д                                    |
| «Voodoo Doll»          | 2013      | - Clean version                       | Н/Д                                    |
| «Eternity»             | 2014      | - Dance version                       | Guest appearance by Hana of Gugudan    |
| «Error»                | 2014      | - Lip & Dance version                 | Guest appearance by Youngji of Kara    |
| «Love Equation»        | 2015      | Н/Д                                   | Н/Д                                    |
| «Chained Up»           | 2015      | Н/Д                                   | Н/Д                                    |
| «Dynamite»             | 2016      | Н/Д                                   | Guest appearance by Nayoung of Gugudan |
| «Fantasy»              | 2016      | - Performance version - Drama version | Guest appearance by Nayoung of Gugudan |
| «The Closer»           | 2016      | Н/Д                                   | Guest appearance by Nayoung of Gugudan |
| «Milky Way»            | 2016      | Н/Д                                   | Н/Д                                    |
| «Shangri-La»           | 2017      | Н/Д                                   | Н/Д                                    |
| «Scentist»             | 2018      | Н/Д                                   | Н/Д                                    |
| «Walking»              | 2019      | Н/Д                                   | Н/Д                                    |
| «Amnesia»              | 2023      | Н/Д                                   | Н/Д                                    |
| Японські               |           |                                       |                                        |
| «Error»                | 2014      | Н/Д                                   | Н/Д                                    |
| «Can't Say»            | 2015      | Н/Д                                   | Н/Д                                    |
| «Depend On Me»         | 2016      | Н/Д                                   | Н/Д                                    |
| «Hana-Kaze»            | 2016      | Н/Д                                   | Н/Д                                    |
| «Lalala: Ai o Arigatō» | 2017      | Н/Д                                   | Н/Д                                    |
| «Reincarnation»        | 2018      | Н/Д                                   | Н/Д                                    |
| Китайські              |           |                                       |                                        |
| «Chained Up»           | 2015      | Н/Д                                   | Н/Д                                    |

### Відеоальбоми
| VIXX The First Special DVD «Voodoo» | - Реліз: 1 березня 2014 - Мови: корейська, англійська, японська - Лейбл: Jellyfish Entertainment - Формат: DVD     | 22 |
| VIXX Live Fantasia Utopia in Seoul DVD | - Реліз: 1 жовтня 2015 - Мови: корейська, англійська, китайська - Лейбл: Jellyfish Entertainment - Формат: DVD     | —  |
| VIXX Live Fantasia Elysium DVD | - Реліз: 7 березня 2017 - Мови: корейська, англійська, китайська - Лейбл: Jellyfish Entertainment - Формат: DVD    | —  |
| VIXX Live Fantasia 백일몽 Daydream DVD | - Реліз: 17 листопада 2017 - Мови: корейська, англійська, китайська - Лейбл: Jellyfish Entertainment - Формат: DVD | —  |
| «—» релізи, що не потрапили у чарти або не були випущені у відповідних регіонах. Нотатка: У Південній Кореї немає чарту, що відслідковує продажі DVD. | |    |

## Нотатки
1. ↑  Сингл «Walking» не потрапив у Gaon Digital Chart, але посів 79 місце у Gaon Download Chart.
2. ↑  Сингл «Parallel» не потрапив у Gaon Digital Chart, але посів 176 місце у Gaon Download Chart.
3. ↑  Сингл «Amnesia» не потрапив у Circle Digital Chart, але посів 19 місце у Circle Download Chart[50].
4. ↑  Вказані як VIXX, але пісню виконують тільки Раві та Хьок.
5. ↑  Пісня «My Light» була записана VIXX, але увійшла до дебютного мініальбому Beautiful Liar саб-юніту VIXX LR
6. ↑  Пісня «Six Feet Under» не потрапила у Gaon Digital Chart, але посіла 78 місце у Gaon Download Chart.
7. ↑  Пісня «Love Me Do» не потрапила у Gaon Digital Chart, але посіла 58 місце у Gaon Download Chart, та 16 місце у чарті Billboard World Digital Songs.
8. ↑  Пісня «Butterfly Effect» не потрапила у Gaon Digital Chart, але посіла 65 місце у Gaon Download Chart.
9. ↑  Пісня «Shooting Star» не потрапила у Gaon Digital Chart, але посіла 86 місце у Gaon Download Chart.
10. ↑  Пісня «Good Night & Good Morning» не потрапила у Gaon Digital Chart, але посіла 83 місце у Gaon Download Chart.
11. ↑  Пісня «If You Come Tonight» не потрапила у Circle Digital Chart, але посіла 47 місце у Circle Download Chart[50].
12. ↑  Пісня «Savage» не потрапила у Circle Digital Chart,але посіла 48 місце у Circle Download Chart[50].
13. ↑  Пісня «Chemical» не потрапила у Circle Digital Chart, але посіла 49 місце у Circle Download Chart[50].
14. ↑  Пісня «Lilac» не потрапила у Circle Digital Chart, але посіла 50 місце у Circle Download Chart[50].
15. ↑  Пісня «Alive» не потрапила у Gaon Digital Chart, але посіла 99 місце у Gaon Download Chart.